# Raßnitz

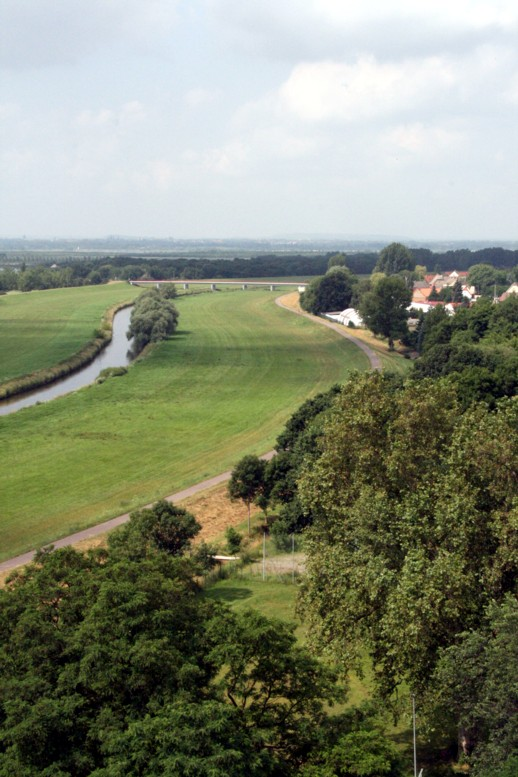
Weiße Elster bei Raßnitz

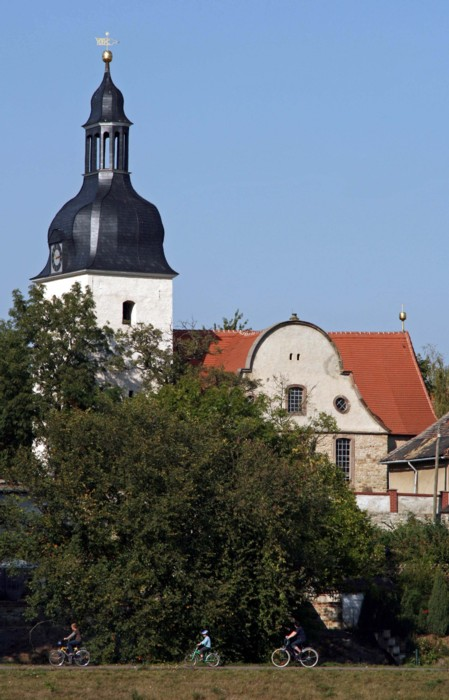
Michaelis-Kirche

Raßnitz ist ein Ortsteil der Gemeinde Schkopau im Saalekreis in Sachsen-Anhalt. Zu Raßnitz gehören die Orte Weßmar und Pritschöna.

## Geografie und Nahverkehr
Raßnitz liegt östlich des Hauptortes Schkopau, südöstlich der Stadt Halle (Saale) und westlich der sächsischen Stadt Schkeuditz (Landkreis Nordsachsen). Südlich des Dorfes befindet sich an der Stelle eines ehemaligen Braunkohletagebaus der Raßnitzer See. Zwischen See und Ort verläuft die Weiße Elster mit dem asphaltierten Radweg.
Zu Raßnitz gehören Weßmar und Pritschöna.
Im öffentlichen Nahverkehr ist Raßnitz über Buslinien des OBS und der PNVG erreichbar. 

## Geschichte
Die Gegend um Raßnitz war bereits in vorgeschichtlicher Zeit besiedelt. Etwas nördlich des heutigen Ortes befand sich der um 1800 v. Chr. errichtete und im 19. Jahrhundert abgetragene Bornhöck, einer der größten und bedeutendsten Grabhügel der frühbronzezeitlichen Aunjetitzer Kultur.
Raßnitz wurde erstmals in der Chronik des Bischofs Thietmar von Merseburg erwähnt: Am 8. November (dem 25. Oktober heutigen Kalenders) 1015 habe er von Erzbischof Gero von Magdeburg u. a. das Dorf Rosneci erhalten. Es war bis zur Gebietsreform 1950 eigenständig, bekam dann die Ortsteile Weßmar im Osten und Pritschöna im Westen zugeordnet. Raßnitz ist Bestandteil der Einheitsgemeinde Schkopau.
Weßmar war einst Pfarrdorf (Sankt-Michaelis-Kirche) und gehörte von 1091 bis Ende des 16. Jh. den Mönchen des Merseburger Petersklosters. Im Zuge der Reformation wurde der Besitz säkularisiert und lag bis 1945 (Bodenreform) in den Händen von Adelsfamilien (u. a. von Kitzschern, von der Oelsnitz, von der Schulenburg, von Grünberg). Das größere Raßnitz galt als eingepfarrt. Weßmar und Raßnitz gehörten bis 1815 zum hochstiftlich-merseburgischen Amt Schkeuditz, das seit 1561 unter kursächsischer Hoheit stand und zwischen 1656/57 und 1738 zum Sekundogenitur-Fürstentum Sachsen-Merseburg gehörte. Nach Pest-Epidemien 1597, 1610/11, 1630 und 1633 kam es 1636 und 1643 zu (wahrscheinlich) Typhus-Epidemien, eingeschleppt durch Soldaten des Dreißigjährigen Krieges. Zu vermuten, aber noch unbewiesen ist, dass sie am 10. März 1636 Raßnitz in Brand steckten.
Pritschöna dagegen gehörte zum Saalkreis des Erzstifts Magdeburg. Der Ort stand unter adliger Gerichtsbarkeit, teilweise gehörte der auch der Theologischen Fakultät in Halle. 1680 kam Pritschöna zum Herzogtum Magdeburg unter brandenburg-preußischer Herrschaft. Mit dem Frieden von Tilsit wurde Pritschöna im Jahr 1807 dem Königreich Westphalen angegliedert und dem Distrikt Halle im Departement der Saale zugeordnet. Der Ort gehörte zum Kanton Dieskau. Nach der Niederlage Napoleons und dem Ende des Königreichs Westphalen befreiten die verbündeten Gegner Napoleons Anfang Oktober 1813 den Saalkreis.
Durch die Beschlüsse des Wiener Kongresses wurden Raßnitz und Weßmar mit dem Westteil des Amts Schkeuditz im Jahr 1815 an Preußen abgetreten. Bei der politischen Neuordnung nach dem Wiener Kongress 1815 wurden Raßnitz, Weßmar und Pritschöna im Jahr 1816 dem Regierungsbezirk Merseburg der preußischen Provinz Sachsen angeschlossen. Dabei wurden Raßnitz und Weßmar dem Kreis Merseburg und Pritschöna dem Saalkreis zugeordnet.
Bei der ersten Kreisreform in der DDR wurden am 1. Juli 1950 Weßmar und Pritschöna nach Raßnitz eingemeindet. Letzteres wechselte dadurch in den Kreis Merseburg. Bei der zweiten Kreisreform in der DDR kam Raßnitz im Jahr 1952 zum Kreis Merseburg im Bezirk Halle, der 1994 im Landkreis Merseburg-Querfurt und 2007 zum Saalekreis kam. Am 1. August 2004 wurde Raßnitz mit seinen Ortsteilen nach Schkopau eingemeindet.

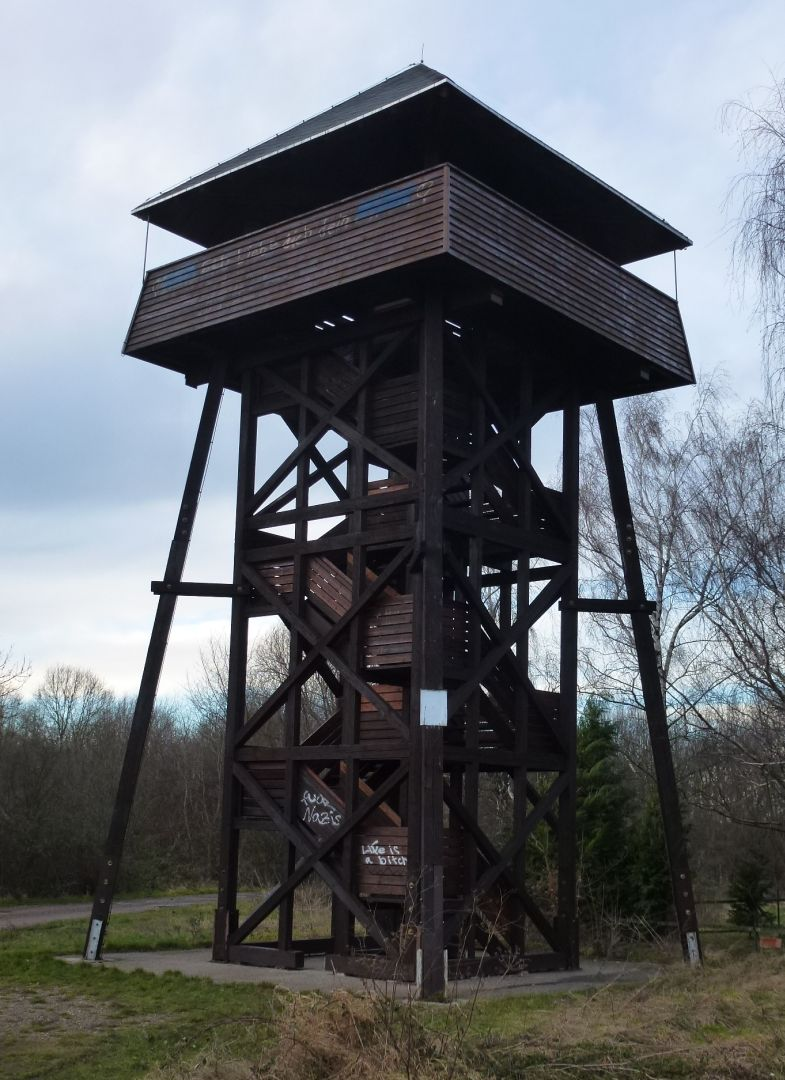
Aussichtsturm am Raßnitzer See

Da unter Raßnitz Braunkohle liegt, wurde bereits nach dem Ersten Weltkrieg deren Abbau nördlich des Dorfes geplant, was jedoch durch den Zweiten Weltkrieg unterblieb. 1959 bis 68 wurde die Weiße Elster verlegt (der nördliche Deich ist nun Radweg zwischen Leipzig und Halle), woraufhin von 1971 bis 73 der Tagebau Merseburg-Ost südlich von Raßnitz erschlossen wurde. Bis 1991 förderte man rund 116 Millionen Tonnen Salzkohle; ebenso viel Abraum wurde bewegt. Durch die erfolgte Flutung der Tagebau-Hälften, Sanierung und Renaturierung entstanden der Wallendorfer See und der Raßnitzer See.
Seit 1959 befindet sich auf einem Gelände nördlich des Dorfes eine Justizvollzugsanstalt. Nach einem 2002 fertiggestellten Neubau ist auf diesem Gelände nun die Jugendanstalt Raßnitz untergebracht.

## Sehenswürdigkeiten
Im Siedlungsbereich Weßmar befindet sich das Denkmal Sankt-Michaelis-Kirche, eine reich geschmückte barocke Dorfkirche.

## Persönlichkeiten
Werner Stiller (1947–2016), der als Oberleutnant der Hauptverwaltung A 1979 in den Westen flüchtete, wurde in Weßmar geboren. Er war die zentrale Figur einer der spektakulärsten Spionage-Affären im Kalten Krieg.
Max Claus (1856–1937), geboren in Pritschöna, späterer Stabstrompeter und Ober-Musikmeister der Badischen Dragoner in Mülhausen/Elsass und Träger diverser Auszeichnungen.

## Politik
Ortsbürgermeisterin ist Dana Ewald (Stand 2015). Es besteht ein Bürgerbüro als Außenstelle der Gemeindeverwaltung Schkopau.